# Rábano
Rábano ist ein nordspanisches Dorf und eine Gemeinde (municipio) mit 176 Einwohnern (Stand: 2024) in der Provinz Valladolid in der autonomen Region Kastilien-León. 

## Lage
Rábano liegt in der kastilischen Hochebene in einer Höhe von etwa 775 m am Río Duratón. Die Provinzhauptstadt Valladolid befindet sich gut 42 Kilometer (Fahrtstrecke) westnordwestlich. Das Klima im Winter ist durchaus kalt, im Sommer dagegen warm bis heiß; die spärlichen Regenfälle (ca. 499 mm/Jahr) fallen verteilt übers ganze Jahr.

## Bevölkerungsentwicklung
| Jahr      | 1970 | 1981 | 1991 | 2001 | 2011 | 2021 |
| Einwohner | 543  | 312  | 266  | 250  | 213  | 169  |

## Sehenswürdigkeiten

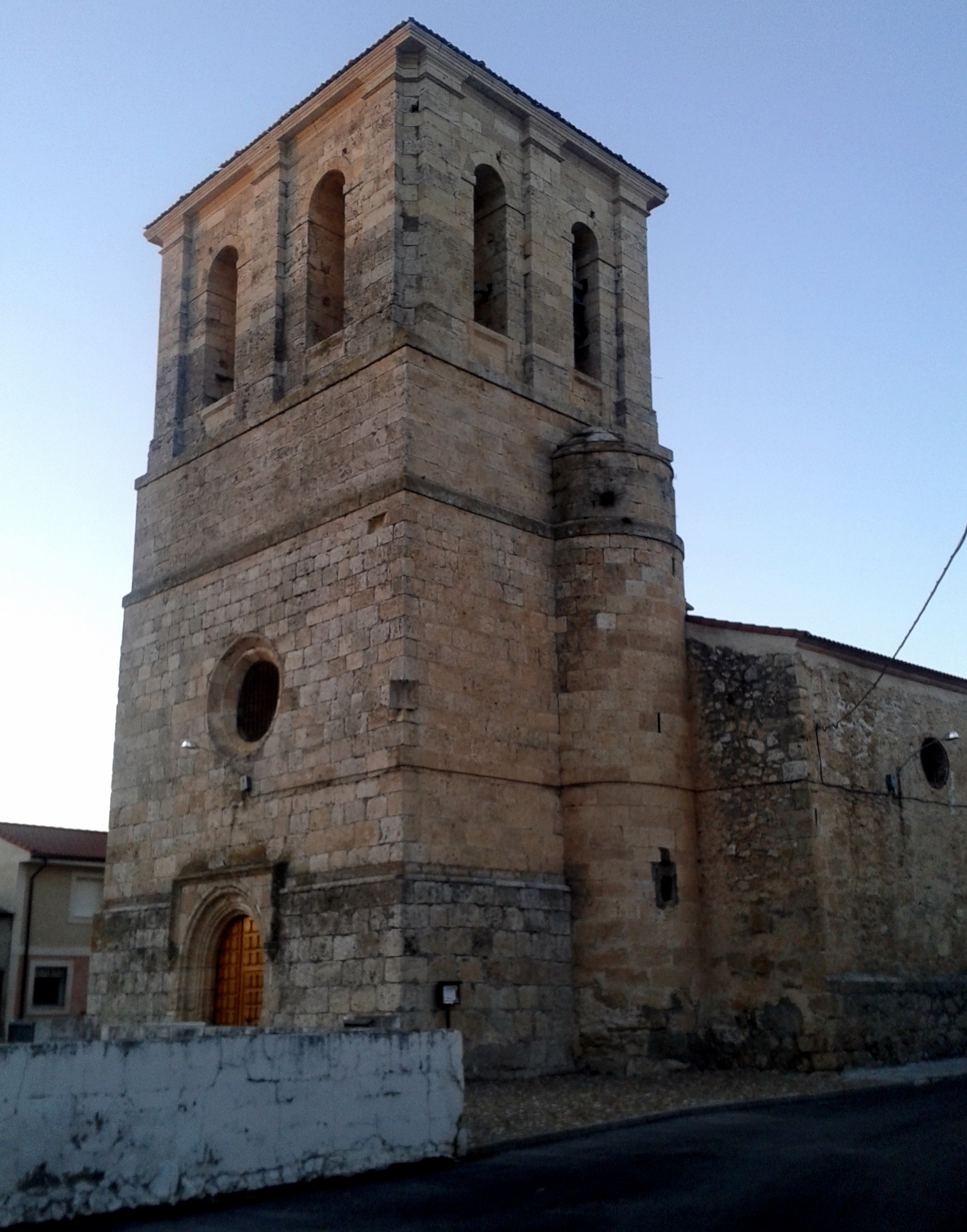
Thomaskirche
- Klosterruine des Konvents von Santa María de Oreja
- Christuskapelle

- Thomaskirche